# Алис и Клод Аскју
Алис и Клод Аскју (Alice and Claud Askew) били су Енглески књижевници аутори, који су заједно написали „преко деведесет романа, од којих су многи објављени у серијама за шест и седам пенија, између 1904. и 1918. године. Својим књевним делима задужили су и Српски народ, јер су у записима о подвизима српске војске у Првом светком рату, преко лондонске штампе и првообјављене књига на енглеском језику обавештавали светску јавност.

## Алис Аскју
Алис Аскју (18. јун 1874 — 6. октобар 1917). Рођена је у улици Вестбурне 3, близу Хајд Парка у Лондону, у Енглеској, а крштена је као Alice Jane de Courcy 5. августа 1874. године у цркви Светог Михаила и свих анђела у Падингтону у Лондону, као најстарија ћерка од мајке Jane Leake, рођене Dashwood (1844–1912) и оца потпуковника Henry Leake (1829–1899). У време њеног рођења отац је био капетан, са упола мањом платом, у пешадијској регименти  70th (Surrey) Regiment of Foot.. Имала је млађег брата и сестару: Henry Dashwood Stucley Leake (17. фебруара 1876 - 2. јуна 1970), и Frances Beatrice Levine Leake (27. маја 1878 - 29. августа 1884).
Књижевношћу је почела да се бави, пре брака, икључиво или готово у целини „за сопствену забаву. Из тог периода објавила је једну кратку причу али не под пуним именом већ под иницијалима, „A. J. de C. L.“ = Alice Jane de Courcy Leake : „Модерна светица”, која се појавила 1894. године у магазину Белгравија у Лондону.
Учешћем у ратовима на тлу Србије Алис Аскју је била једна од жена која је променила укорењене традиционалне, верске и обичајне ставове о учешћу жена у ратовима. Можемо стога с пуним
правом рећи да је она својим седмогодишњим делањем (1912—1919) исписале најлепше и најдирљивије странице новије српске историје.

## Клод Аскју
Клод Аскју (27. новембар 1865 – 6. октобар 1917) рођен је у Холанд Парку 4, Кенсингтон у Лондону, а крштен је као Claude Arthur Cary. Био је други син и најмлађе од петоро деце  Fanny Georgiana Charlotte Askew, рођене Бровн (1830–1900) и велечасног John Askew, M.A. (1804–1881). Клодове старије сестре и брат били су: Amy Ellen Cary Askew (10. јун 1857 - 29. април 1945), Isabel Emily Florence Askew (16. новембар 1858 - 30. октобар 1928), Mabel Fanny Mary Askew (23. фебруар 1861. - 21. август 1941) и Hugh Henry John Percy Cary Askew (18. септембар 1862. - 14. априла 1949).
Клод Аскју се школовао се на колеџу Етон близу Виндзора, а затим накратко студирао медицину и школовао се у Букингемширу, све док школовање није напустио 1874. године. Нема доказа, да је студије медиицине наставио даље, као што нема записа да је икада постао лекар.

Вероватно је после 1877. године а пре 1883. године - за време одмор у градићу Веве у југозападној Швајцарској покрај Женевском језера, упознао будућег српског краља Петар I који је тада био у емиграцији у Женеви. Клод је овако описао, много година касније, познаство са тада прицом Петром...
Био сам мали дечак, проводио сам празнике са својим људима у Вевју на Женевском језеру, а у хотелу смо успоставили познанство са принцом Петром Карађорђевићем. Тада је био у најбољим годинама, висок, таман, леп ... још није ожењен “.
 Други пут се са краљем Петром I срео (овог пута са супругом Алисом) током српског повлачења у Првом светском рату. Тај сусрет он и супруга овако су опсали у заједнички написаној књизи „Пострадала земља: Србија какву смо видели“, објављеној 1916. године...
Данас смо у Куршумлији видели краља. Занимљиво је да је ово било први пут да сам га срео откако сам у Србији, мада га је Алиса видела у Тополи. Он је фин старац и који се не жали на проблеме, болест, ни старост га нису савили.
Током Првог светског рата добровољно се пријавио за рад у британској пољској болници при Војсци Србије, заједно са супругом (као медицинском сестром) која га је све време пратили током њеног боравка у Себији и све време повлачења преко планина Црне Горе и Албаније до јадранске обале, током зиме 1915/1916. годину.

## Алис и Клод Аскју у Србији
У Србију су дошли на самом почетку Првог свестког рата, у саставу санитетске мисије лекара Џона Бивиса из Лондона, са око 40 чланова. Алис и Клод Аскју су у Србију дошли са циљем да начине записе књижевна дела о српском народу, и да као књижевници, кореспонденти угледних лондонских листова, са стањем у Србији обавесте светску јавност.
Мисија Алис и Клода Аскју почела је у Скопљу, у коме је основана болница са 200 болесничких постеља, која је током ратних догађања придодата Другој армији, и маја 1915. године стационирана у Младеновацу, седишту Штаб армије.
У Младеновцу су Алис и Клод обилазили околину, проучавали сеоске куће и упознавали се са културом, обичајима и веровањима српског народа.
- Алис Аскју у униформи медицинске сестре у Србији
- Клод Аскју у униформи српске војске

Након обилазака Србије брачни пар Аскју је стекао лепо мишљење о српском народу које су изнели у овом цитату: 
Ви имате врло добар и симпатичан народ, бистар и племенитог срца; земља вам је са климом изврсна, међу најбољим у Европи. Ми вас нисмо до сада познавали, што је донекле била ваша кривица.

Брачни пар британских књижевника, Алис и Клод Аскју, стигао је у Пирот септембра 1915. године, скупа са британском покретном болницом, у свом „морис оксфорду“, и извесно време тражио смештај у вароши јер су се из Пирота у страху од Бугара већ многи иселили, остављајући за собом пусте и неусељиве домове. Коначно их је... 
...примила једна старице, бесплатно, као добротворе, у лепој соби са раскошним пиротским ћилимом, урамљеним породичним фотографијама, разгледницама, ручним радовима од берлинске вуне и две ужасне уљане слике, на које је старица била нарочито поносна.
 Боравећи у Пироту Алис и Клод Аскју записали су: 
[...] у народу је владао огроман страх од Бугара, да је и њихова газдарица била престрављена, да су је тешили говорећи како се савезничка војска одавно већ упутила с југа и да је питање часа када ће стићи до Ниша.
 Када је очекивани напад бугарске војске на Краљевину Србију отпочео средином октобра 1915. године, уследила је наредба о одступању и заједно са српском војском Алис и Клод су кренули прво ка Нишу, још увек ратној престоници Србије, потом ка Албанији и Јадрану.

### Повратак у Енглеску
Суочени са смртном опасношћу, Алис и Клод Аскју су из Скадра отпутовали за Енглеску, у којој су описали потресну слику српског страдања, борбе, опстанка у текстовима објављеним у лондонским листовима и на тај начин обавестили јзападну јавност о дешавањима у Србији.

### Са Србима у Грчкој и страдање на мору
Алис и Клод Аскју се 1917. године поново враћају међу Србе. Овога пута са Србима су дружили у Солуну, као и на Крфу, где су приређивали књигу са чланцима о Србији за потребе Црвеног крста Србије.
Њихова посета деци у Италији завршила се трагично. Наиме негде пред крај септембра 1917. године, Алис и Клод Аскју су били на одсуству у вероватно у Риму, где су се надали да ће се састати са своје двоје старије деце. Вероватно су последњег дана септембра напустили Рим да би се вратили на Крф. Клод је свом старијем брату Хјуу Аскеју послао писмо у коме га је обавести да се враћа на Крф. Највероватније су путовали из Рима директно у Таранто важан град у Италији и значају град у покрајини Апулија у јужном делу државе и главни град истоименог Округа Таранто познат и као важна италијанска лука и седиште државне морнарице за Јонско море, да би се укрцали на италијански пароброд Città di Bari и којим је требало да отплове за Крф, 4. октобра. На том путу брод је свратио у оближњу луку Галиполи - такође у Апулији. Одатле је брод Città di Bari запловио за Крф око 18:00 часова следећег дана. Током раних сати 6. октобра 1917. године, када је брод скоро требало да стигне на одредиште - „око 37 миља од Пако-а“ (или Пакоиј-а), који лежи јужно од Крфа, Città di Bari је претрпела фатални торпедни напад из немачка подморнице, СМ УБ-48, под командом потпоручника Волфганга Штајнбауера - и потонула у зору нешто после 4:30 часова. Иако је у британским новинама било неких опречних прича, сви су се на крају углавном сложили да су се Алис и Клод Аскју утопили у мору у овом инциденту.
Клодово тело никада није пронађено. Алисино беживотно тело су 29. октобра 1917. пронашли локални рибари на обали мора у једној ували на острву, испред рибарског села у близини града Блато на острву Корчул. Следећег дана власти су прегледале њено тело и, из различитих писама и телеграма који су пронађени, идентификована је као „позната енглеске дама и списатељице Алис Аскју из Лондона“. Сахрањена је 30. октобра 1917. у Карбунима. Изнад њеног гроба подигнут је камени крст са следећим натписом:
Од тада се увала, у којој је пронађено њено тело, на мапама означена именом: „Бок од Енглежиће”.

Српске новине су овако обавестиле српску јавност о њиховој смрти: 
Из Лондона јављају: Познати енглески писци мајор Клод Аскју и његова Госпођа, који су се нарочито истакли својим радом у корист Српског Црвеног Крста, погинули су приликом торпедовања једног путничког брода у Средоземном мору.
 Саучешће породици Аскју изјавио је у Српским новинама председник српске владе Никола Пашић.

На Крфу је одржан помен брачном пару Аскју. Опело је држао архиепископ београдски и митрополит српски Димитрије. Митрополит је у свом говору овако описао самарићански рад брачног пара Аскју: 
Опет нас је једна дужност овде скупила, дужност да учинимо помен душама двају великих пријатеља српског народа, почасног мајора Аскју и његове жене, који су жртвујући се за наш народ, положили обоје једног истог дана своје животе, трагичном смрћу у леденим морским таласима. [...] Мајор Аскју са својом супругом на пољу милосрђа и књижевности, дали су већ о овоме толико доказа положивши за друге и своје животе, у чему је знак највећег пожртвовања што га људско биће може учинити. Они су, заједно са многим другим чувеним просветним и политичким радницима моћнога и срећног народа енглеског све учинили, да будемо познати у свету као браниоци слободе и мирног развића народносног [...] И ови велики наши пријатељи, чији помен данас држимо по дужности, дођоше нам да нас боље упознају како би нас, речју и пером, достојно представили племенитом енглеском народу и преко његове штампе, и целом цивилизованом свету.